# Fnac

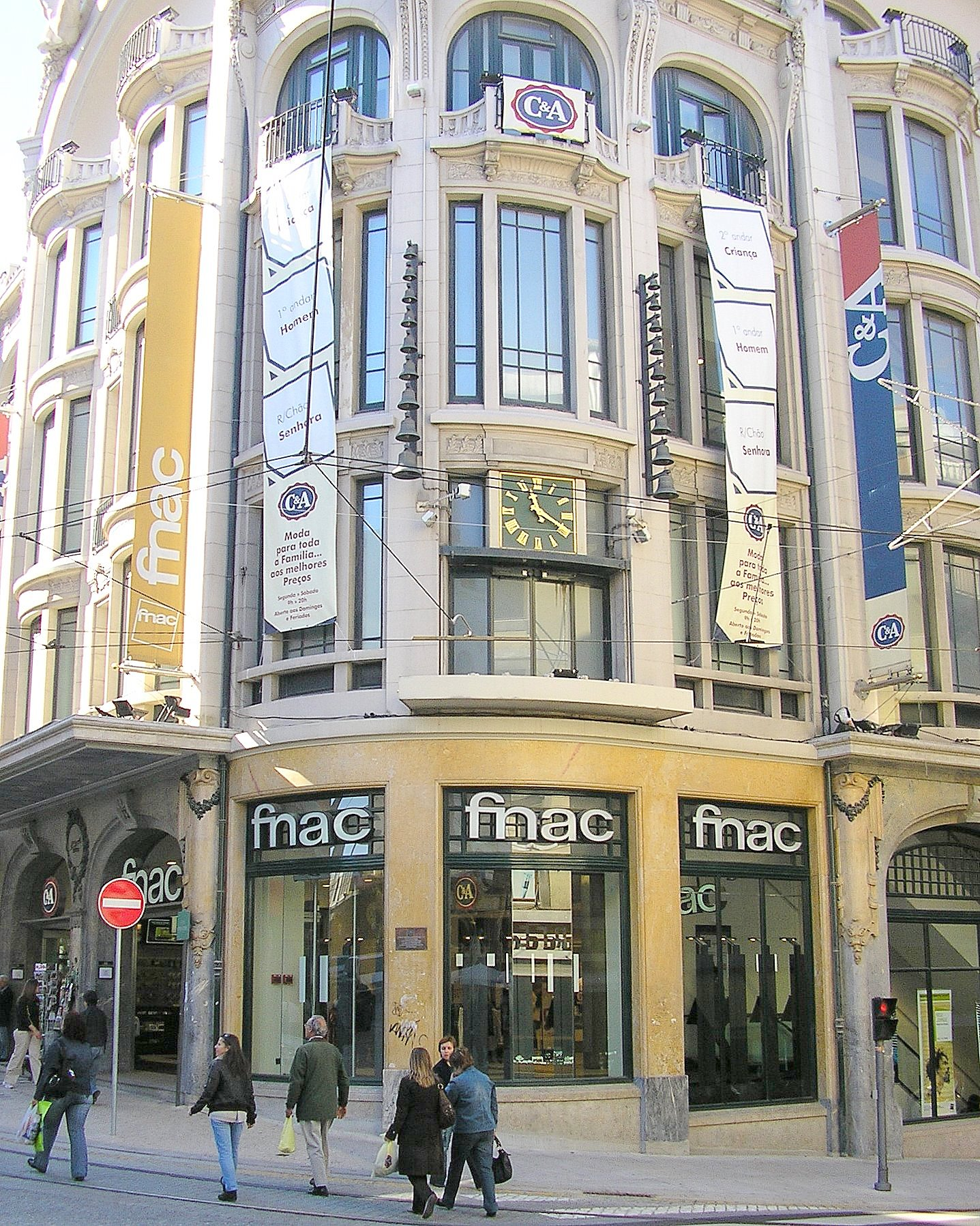
Fnacbutik i Porto, Portugal.

Fnac, ursprungligen Fédération nationale d'achats des cadres, sedan Fédération nationale d'achats är en butikskedja som säljer kulturrelaterade produkter (musik, litteratur, film, datorspel) och elektronik (Hi-fi, hemdatorer med kringutrustning, TV-apparater med mera).

## Historik
Företaget grundades i Frankrike 1954 av André Essel (1918-2005) och Max Théret, två marxister med trotskistisk inriktning (den sistnämnde var Trotskijs livvakt). Från början sålde butiken fotoutrustning, men breddade sortimentet till att även innefatta radioapparater och bandspelare. Kedjan ingår i gruppen Pinault Printemps Redoute, grundad 1963 av François Pinault 1963. Denne förvärvade Fnac genom en tvåstegsaffär 1994 och 1996. 2004 uppgick omsättningen till 4,1 miljarder euro. Företagets VD är sedan 2011 Alexandre Bompard.

## Dagens Fnac
Fnac är den största återförsäljaren av kultur- och nöjesprodukter i Frankrike, och har även butiker i Belgien, Spanien, Grekland , Italien, Portugal och Brasilien. Företaget säljer i princip hela spektrumet av konsumentelektronik och multimedia. Produkterna är grupperade i sex kategorier: bok|böcker, musik, data, ljud, video och foto. Man är även återförsäljare för biljetter till diverse evenemang inom musik, teater och sport samt resor och samarbetar där med Carrefour, och Réseau France Billet.

## Fakta och siffror
I januari 2006 drev Fnac 68 butiker i 56 städer i Frankrike, samt ytterligare 49 utspridda i åtta länder (tolv i Spanien, sju i Belgien, åtta i Portugal, sex i Brasilien, sex i Italien, fyra i Schweiz, sju i Taiwan och en i Grekland), en webbutik för utrustning, Fnac.com och en webbutik för musik, FnacMusic.
Under 2006 öppnade Fnac ytterligare tolv butiker utanför Frankrike, samtliga i länder där man redan etablerat sig, och verksamheten utanför Frankrike bedöms stå för omkring 25% av den totala omsättningen. Den främsta konkurrenten i Frankrike är Virgin Megastore.